# Rancho Ezpeleta
El rancho Ezpeleta fue un antiguo rancho de finales del siglo XIX, ubicado en el distrito limeño de Pueblo Libre, en Perú. Fue declarada monumento nacional en 1988 por el Instituto Nacional de Cultura mediante la resolución R.J.N° 509-88-INC/J.
La construcción original data de 1880, y desde el año 2000 el lugar se utiliza como pub y restaurante.